# Bautastein von Ranheim

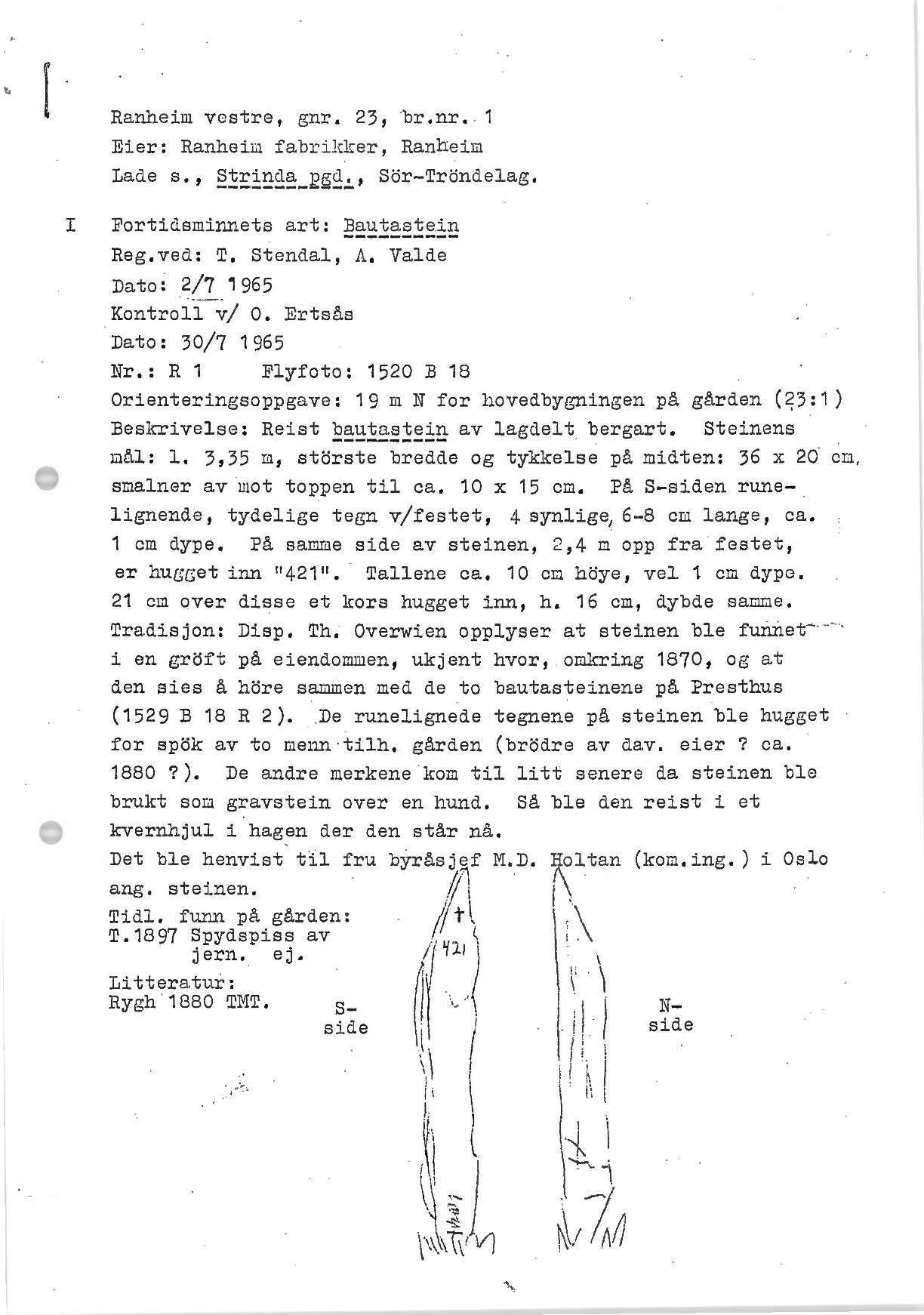
Beschreibung norweg.

Der nadelartige Bautastein von Ranheim steht nördlich der Straße E 6, südlich des Trondheimfjordes, im Außenbereich des Gartens des Hofes Vestre Ranheim in Ranheim, einem Stadtteil im Osten der Stadt Trondheim im norwegischen Fylke Trøndelag. 
Der in einer scharfen Spitze endende Menhir ist etwa 3,35 Meter hoch, 20–36 cm breit und 10–15 cm dick. Der Stein ist in der Mitte etwas breiter. 
In den oberen Teil des Bautasteins wurden die Nr. H21 und ein Kreuz geschnitzt, da der Stein als Grenzstein diente.